# 劉武 (淮陽王)
劉武（？—前180年），汉惠帝之子，生母不详。
惠帝駕崩，吕后立惠帝长子西汉前少帝為皇帝。前184年，前少帝得罪呂后，被呂后所廢殺，恆山王劉弘登基，即「後少帝」。劉武被封为壶关侯。五年（前183年），改封淮阳王。
八年（前180年），呂后駕崩，陳平、周勃、劉章、灌婴等列侯、大臣們和齐王刘襄打算剷除掌權的呂氏外戚，稱惠帝諸子都是來歷不明的私生子。誅滅諸呂之後，夏侯嬰親自駕車將劉弘送去少府禁錮，当夜，劉弘及其弟劉泰、劉武、劉朝就被大臣們下令殺死滅口。

## 註解
1. ↑  班固. . . 立孝惠後宮子強為淮陽王，不疑為恆山王，弘為襄城侯，朝為軹侯，武為壺關侯。